# Garcia Paragsingh
Garcia Paragsingh, gehuwd Ramcharan, is een Surinaams jurist. Ze was sinds 2014 advocaat-generaal op het Openbaar Ministerie, sinds 2021 waarnemend procureur-generaal (pg). Sinds 2023 bekleedt deze functie definitief.

## Biografie
Garcia Paragsingh studeerde af als meester in de rechten. Ze kwam rond 1986 in dienst van het Openbaar Ministerie. Op 3 december 2014 volgde ze Roy Baidjnath Panday op als advocaat-generaal. Vanaf 13 april 2021 was plaatsvervangend procureur-generaal (pg), opnieuw als opvolgster van Baidjnath Panday, en vanaf 10 augustus 2023 werd ze definitief pg. Ze werd beëdigd door president Chan Santokhi. Ook vicepresident Ronnie Brunswijk, die vooraf de benoeming had geprobeerd tegen te houden, was bij de plechtigheid aanwezig. Santokhi zei tijdens zijn speech: "Door deze zorgvuldige werkwijze te volgen is voorkomen dat uit puur politieke motieven en overwegingen de benoeming tot stand zou komen.”